# Church Island (Lough Carra)
Church Island (auch Shrine island, irisch Oileán an Teampaill genannt) ist eine ehemalige, heute mittels primitivem Damm mit dem Festland verbundene Insel auf der Westseite des Lough Carra im Zentrum des County Mayo in Irland.

## Archäologische Ausgrabungen
Die 1993 erfolgte Ausgrabung des Platzes lieferte Anschauungsmaterial über frühe Klöster, besonders über solche in abgelegenen Gegenden. Auf einem Areal von etwa 13,0 × 8,0 m wurden in fünf Schichten Reste mittelalterlicher Kirchen gefunden.
Die unterste, früheste Schicht (Ebene 1) enthüllte eine große hölzerne Struktur, die durch vier Pfostengruben dokumentiert wird. Eine Formation mit neun Pfostenlöchern stellt vermutlich eine andere Struktur dar. Ein kleines rechteckiges Gebäude wird durch einen flachen Graben und zwei Pfostenlöcher definiert. Im Nordwesten dieses Gebäudes befand sich eine große Feuerstelle.
Ebene 2 wird von einem Graben definiert, der ein Gebiet von 8 × 4 m umschließt. Er enthielt lockere Steine und Felsblöcke. Ein Zugang wurde im Nordwesten lokalisiert. Mehrere Lehmschichten wurden im Bodenniveau aufgetragen. Eine Grube, vier Pfostenlöcher und fünf Steinfundamente für Pfähle wurden ebenfalls entdeckt. Ein aus mehreren Schichten von Feldsteinen gebauter Sockel lag am Nordwestende.
Kurze intensive Aktivitäten kennzeichnen Ebene 3. Ein Teil der Fundamente von Ebene 2 wurde wieder verwendet. Die westliche Ecke war gefüllt mit Steinen. Es hat den Anschein, dass ein Feuer die Nordwesthälfte des Gebäudes zerstört hatte. Ein kleiner Ofen fand sich am Südwestende.
Das Gebäude der Ebene 4 war genau so wie das der Ebene 2 ausgerichtet. Die Kirchenmauern waren abgesehen vom Südostgiebel verloren. Ein kunstvolles Sandsteinfenster blieb in der Giebelwand erhalten. Eine Altarbasis und ein zentrales Pfostenloch wurden ebenso erkannt wie ein Südwestfenster und der Nordwesteingang. Das Gebäude scheint dem späten 13. oder frühen 14. Jahrhundert zuzugehören.
Auf Ebene 5 wurden acht menschliche Skelette ausgegraben. Sie stellen wahrscheinlich die in Irland übliche Verwendung der aufgelassenen Stelle als Friedhof dar.
Insgesamt stammen 22 Skelette von dieser Stelle. Die übrigen Funde bestehen aus einer Auswahl eiserner Gegenstände und einer Vielfalt von Tierknochen. Keine Funde wurden auf Ebene 1 und 3 gemacht. Ein kleines Stück grüner Porphyr und eine Bronzenadel wurden auf Ebene 2 gefunden. Von Ebene 4 stammen dekorierte Kammfragmente aus Knochen.